# Альв'яно
Альв'яно (італ. Alviano) — муніципалітет в Італії, у регіоні Умбрія,  провінція Терні.
Альв'яно розташований на відстані близько 80 км на північ від Рима, 60 км на південь від Перуджі, 29 км на захід від Терні.
Населення — 1459 осіб (2014).
Щорічний фестиваль відбувається 1 грудня. Покровитель — Sant'Ansano.

## Демографія
Населення за роками:

Станом на 1 січня 2023 року в муніципалітеті офіційно проживало 57 іноземців з 19 країн, серед них 27 громадян країн Євросоюзу та 5 громадян України.

## Сусідні муніципалітети
- Амелія
- Чивітелла-д'Альяно
- Граффіньяно
- Гуардеа
- Луньяно-ін-Теверина